# Schastine Tabor
Schastine Skifter Tabor, född 18 februari 2005, är en dansk simmare.

## Karriär
Vid EM 2024 i Belgrad var Tabor en del av Danmarks lag som tog silver på 4×100 meter frisim och brons på 4×100 meter medley.